# 3167 Бабкок
3167 Бабкок (3167 Babcock) — астероїд головного поясу, відкритий 13 вересня 1955 року.
Тіссеранів параметр щодо Юпітера — 3,387.